# Mircea Irimescu
Mircea Irimescu (Craiova, 13 maggio 1959) è un ex calciatore rumeno, di ruolo centrocampista.

## Palmarès
- Campionato rumeno: 2

Universitatea Craiova: 1979-1980, 1980-1981
- Coppa di Romania: 4

Universitatea Craiova: 1976-1977, 1977-1978, 1980-1981, 1982-1983